# Белорусский архив
«Белорусский архив» (бел.Беларускі архіў) ― сборник документов по социально-экономической истории Белоруссии XV—XVIII веков.

## Содержание сборника
Сборник ― первое археографическое издание в БССР. Издавался Институтом белорусской культуры (Инбелкульт), 3-й том выпущен АН БССР. Ответственный редактор сборника ― профессор Д. И. Довгялло.
Сборник содержит королевские, княжеские грамоты и привилеи городам на магдебургское право, шляхте и духовенству на землю и имения, купцам на торговлю, на содержание корчем, а также охранные грамоты, инвентари, статуты цехов, записи крестьянских повинностей, завещания, хозяйственные договоры, жалобы, решения судов и др. В документах содержатся сведения об экономике, жизни населения Могилёвщины в XVI—XVII в. (т. 1), истории Витебской и Полоцкой земель в XV—XVI в. (т. 2), Минска и Минщины в XV—XVIII в. (т. 3). Документы опубликованы на языке оригинала ― польском, русском и белорусском. Том 3 содержит «Минские акты».

## Издания
- Беларускі архіў. Т. 1. Матэрыялы i дакументы да гісторыi Беларуска-Літоўскай дзяржавы (XVI—XVII ст.) / Склад. З. Даўгяла. — Мінск : Інстытут беларускай культуры, 1927. — 268 с.
- Беларускі архіў. Т. 2. Літоўская метрыка (XV—XVI ст.) / Склад., уступ. арт. З. Даўгяла. — Мінск : Інстытут беларускай культуры, 1928. — 343 с.
- Менскія акты. Вып. 1 (XV—XVIII ст.) / Склад. З. Даўгяла. — Мінск : Інстытут беларускай культуры, 1930. — 413 с.